# The Habit Burger Grill
The Habit Burger Grill é uma cadeia de restaurantes de fast casual sediada na Califórnia, especializada em hambúrgueres grelhados. A empresa também vende outros pratos típicos de fast-casual. Foi fundada em 1969 em Santa Barbara, Califórnia, e a sua sede é em Irvine, Califórnia.
Em março de 2020, a Yum! Brands, a empresa-mãe do KFC, Pizza Hut, Taco Bell e Wingstreet, adquiriu o The Habit Burger Grill.

## História
O Habit Burger Grill foi fundado em 15 de novembro de 1969, no Condado de Santa Bárbara, Califórnia, como uma empresa familiar.
Em 1980, Brent e Bruce Reichard compraram o local original em Goleta, e um segundo local abriu em Ventura em 1995. A cadeia cresceu gradualmente para vinte e quatro unidades no sul da Califórnia.
Em 2007, a KarpReilly, uma empresa de capital privado, adquiriu uma participação majoritária na empresa e começou a expandir rapidamente a cadeia, incluindo o franchising.[9] Não foram incluídos na venda os oito locais no Condado de Santa Barbara, Califórnia, que permaneceram sob a propriedade dos irmãos Reichard.
Em 2014, a Habit tinha 109 locais abertos ao público ou em construção, incluindo uma expansão para Seattle. Nessa altura, a empresa era uma das cadeias de fast food com crescimento mais rápido nos Estados Unidos, com um aumento de 40% nas vendas de 2012 a 2013. Em novembro de 2014, a empresa angariou US$ 83,7 milhões numa oferta pública inicial. O preço das ações duplicou imediatamente. Em 2016, o crescimento tinha abrandado significativamente, em linha com o negócio dos hambúrgueres.
Em 2017, a empresa anunciou planos de expansão para o Reino Unido com 30 restaurantes.
Em março de 2020, a Yum! Brands, a empresa-mãe do KFC, Pizza Hut, Taco Bell e Wingstreet, adquiriu a Habit. Os irmãos decidiram se aposentar e vender seus restaurantes restantes para a Yum! Brands em 2021. As operações foram transferidas em março de 2022.

## Locais
| Locais            | Quantidade de locais |
| ----------------- | -------------------- |
| Arizona           | 20                   |
| Califórnia        | 250                  |
| Flórida           | 10                   |
| Idaho             | 3                    |
| Maryland          | 6                    |
| Massachusetts     | 1                    |
| Nevada            | 11                   |
| Nova Jérsia       | 16                   |
| Carolina do Norte | 7                    |
| Pensilvânia       | 1                    |
| Carolina do Sul   | 6                    |
| Utah              | 15                   |
| Virgínia          | 3                    |
| Washington        | 13                   |
| Camboja           | 5                    |
| China             | 5                    |

A empresa tem também uma frota de nove caminhões de comida.

## Recepção
Em meados de 2014, o "Charburger" do The Habit foi considerado o melhor hambúrguer dos Estados Unidos pela Consumer Reports, uma organização sem fins lucrativos dedicada a testes independentes de produtos, com uma pontuação de 8,1 em 10 entre 53.745 participantes.